# Puchar Polski w hokeju na lodzie 2019
Puchar Polski w hokeju na lodzie mężczyzn 2019 – 22. edycja rozgrywek o Puchar Polski, zorganizowana przez Polską Hokej Ligę. W turnieju finałowym wzięły udział cztery najlepsze kluby PHL po rozegraniu dwóch rund spotkań ligowych: JKH GKS Jastrzębie, GKS Tychy, KH TatrySki Podhale Nowy Targ oraz KS Re-Plast Unia Oświęcim. Turniej finałowy został po raz piąty rozegrany w Tychach na Stadionie Zimowym. Poprzednie edycje miały miejsce w 2001, 2007, 2009 i 2018 roku. Obrońcą tytułu była drużyna JKH GKS Jastrzębie, która w finale poprzedniej edycji pokonała KH TatrySki Podhale Nowy Targ 4:0 i po raz drugi w historii sięgnęło po to trofeum.
Identycznie jak w poprzednich latach spotkania turnieju finałowego transmitowała na żywo stacja TVP Sport, a w internecie portal sport.tvp.pl. Mecze cieszyły się dużym zainteresowaniem kibiców, których najwięcej oglądało spotkanie półfinałowe pomiędzy GKS Tychy a Re-Plast Unią Oświęcim. Na trybunach zasiadło wówczas 2500 sympatyków hokeja. Organizatorzy nie przyjmowali zorganizowanych grup kibiców przyjezdnych drużyn, jednak na meczach swoich zespołów pojawili się kibice JKH GKS-u Jastrzębie, Podhala Nowy Targ oraz Unii Oświęcim. Spotkania półfinałowe i finał sędziowało czterech sędziów, a pierwszy raz w historii rozgrywek arbitrzy byli z zagranicy.
Trofeum wywalczyła drużyna JKH GKS Jastrzębie, która w meczu finałowym zwyciężyła Re-Plast Unię Oświęcim 2:0. Dla jastrzębian był to trzeci w historii klubu zdobyty Puchar Polski. Poprzednie dwa, zespół wywalczył w 2012 roku w Sanoku oraz przed rokiem w Tychach. Królem strzelców turnieju został obrońca Arkadiusz Kostek, który zdobył dwa gole.

## Organizacja

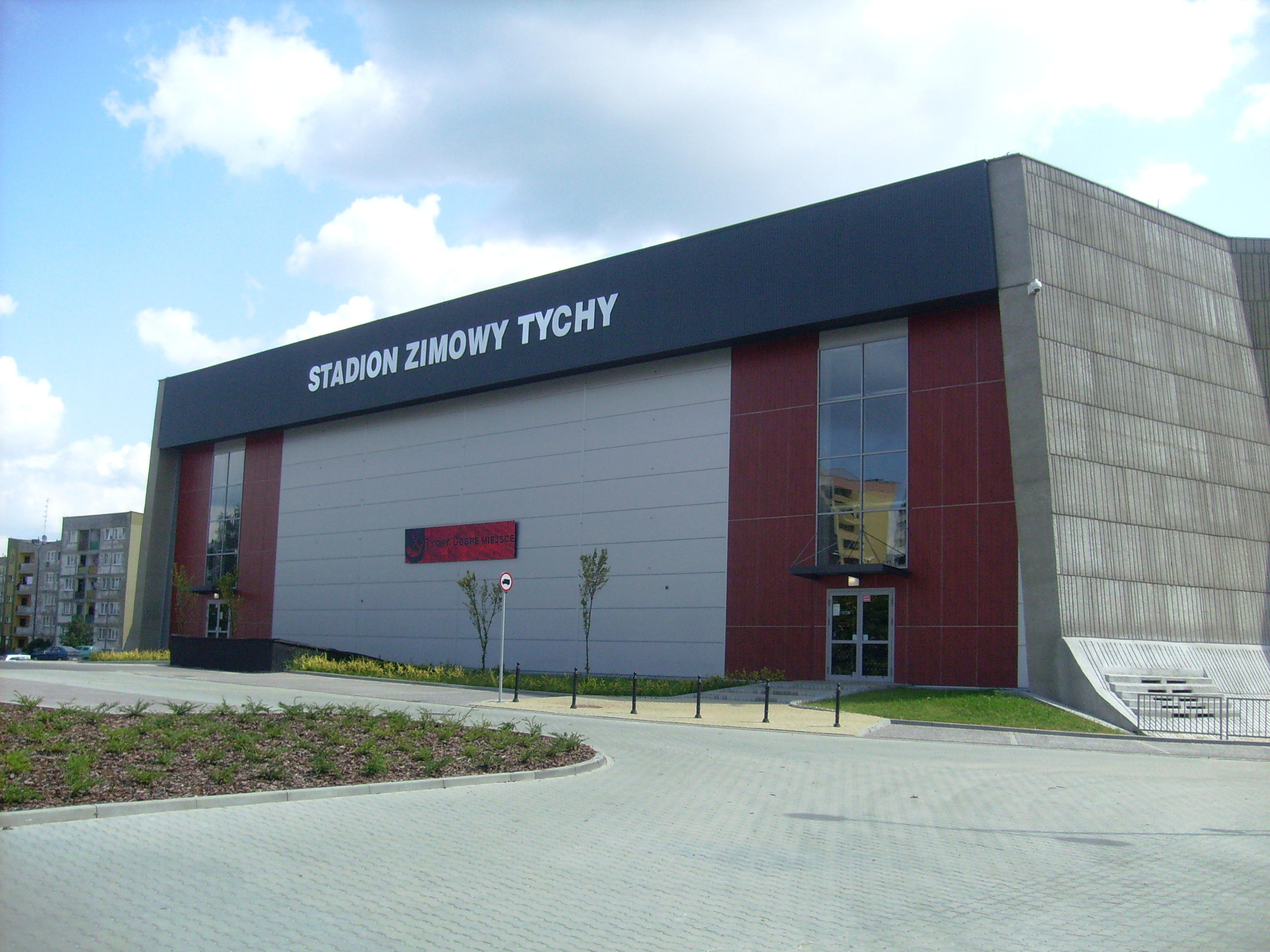
Areną zmagań o Puchar Polski w 2019 roku był Stadion Zimowy w Tychach

Trzy kluby złożyły aplikacje na organizację turnieju finałowego Pucharu Polski w grudniu 2019 roku. Były to GKS Tychy, JKH GKS Jastrzębie i Re-Plast Unia Oświęcim. Jednak najbardziej zaawansowane rozmowy toczyły się z działaczami GKS-u Tychy, o czym poinformował wiceprezes PZHL Robert Walczak po zakończeniu turnieju EIHC o Puchar Niepodległości. Ostatecznie prawo organizacji turnieju finałowego w dniu 20 listopada zostało przyznane drużynie GKS-u Tychy. Tyszanie będą gospodarzami turnieju po raz piąty w historii, a poprzednie edycje w tym mieście odbyły się w latach 2001, 2007, 2009 i 2018.

Bardzo się cieszymy, że Turniej Finałowy ponownie zorganizujemy w Tychach. GKS jest najbardziej utytułowanym klubem w tych rozgrywkach. Spotkania rozgrywane w naszym mieście są gwarancją wysokiej frekwencji i znakomitej atmosfery na trybunach. Oczywiście naszym celem jest zdobycie Pucharu Polskim już po raz dziewiąty w historii.

Podpisaliśmy umowę z jednym z najbardziej hokejowych miast w Polsce. Tychy już w ostatnim roku znakomicie wywiązały się z roli współorganizatora, dlatego po raz kolejny obdarzyliśmy ich zaufaniem. Stadion Zimowy jest również najlepszym obiektem do przeprowadzenia transmisji. Bez wątpienia widzowie TVP Sport będą mogli liczyć na doskonały przekaz.

Na początku grudnia na specjalnie zorganizowanej konferencji prasowej wiceprezes PZHL Robert Walczak poinformował, że Polska Grupa Energetyczna została tytularnym sponsorem Turnieju Finałowego Pucharu Polski. Dzięki podpisanej umowie zmianie uległa nazwa imprezy na PGE Puchar Polski.

## Formuła

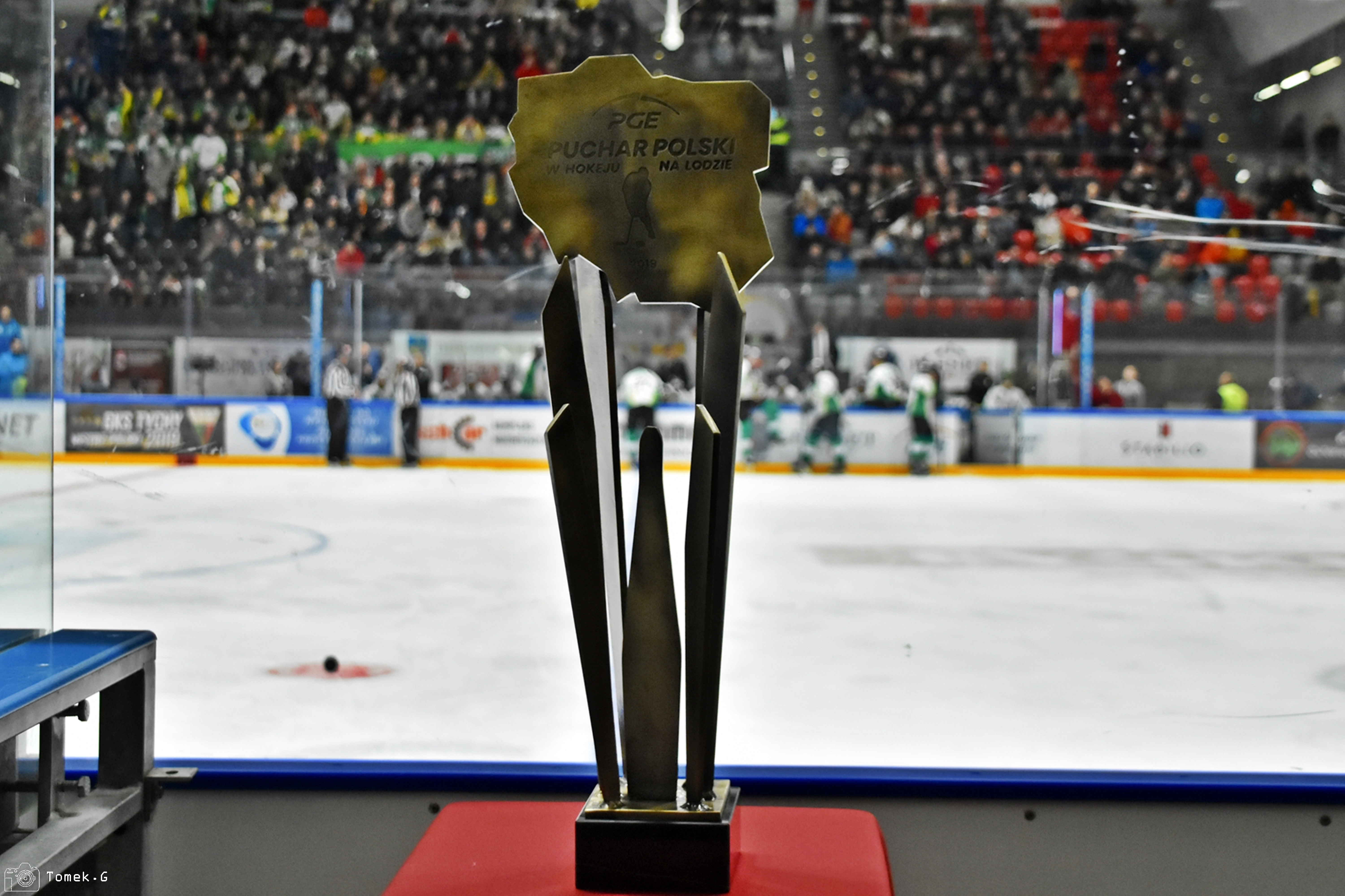
Nowe trofeum, o które rywalizowały drużyny w turnieju finałowym Pucharu Polski

Rozgrywki Pucharu Polski w 2019 roku zostały przeprowadzone zgodnie z regulaminem uchwalonym przez PZHL w 2019 roku na podstawie systemu i terminarza zatwierdzonego przez Zarząd PZHL. Rywalizacja podobnie jak w poprzednich edycjach składała się z dwóch etapów. Pierwszy pokrywał się z rozgrywkami ligowymi Polskiej Hokej Ligi, gdzie jedenaście klubów rozegrało 22 spotkania (dwie pełne rundy fazy zasadniczej po 11 spotkań). Na podstawie miejsc w tabeli cztery pierwsze drużyny wywalczyły awans do drugiego etapu tj. turnieju finałowego. Zespoły zostały podzielone w następujące pary: 1 – 4 i 2 – 3. W finale zagrali zwycięzcy meczów półfinałowych, natomiast meczu o trzecie miejsce nie rozgrywano.
Jeżeli spotkanie półfinałowe w regulaminowym czasie gry zakończyło się remisem, bezpośrednio po nim nastąpi pięciominutowa dogrywka w trój osobowych składach. Jeśli spotkanie nie zostało rozstrzygnięte, wówczas decydowała seria rzutów karnych po pięć najazdów zawodników obu drużyn. Podobnie w meczu finałowym, jednak z taką różnicą, że zamiast 5 minut zawodnicy grali 20-minutową dogrywkę w trój osobowych składach. Jeżeli nadal nie nastąpiło rozstrzygnięcie wówczas zostały rozegrane rzuty karne po pięć najazdów z obu drużyn. Mecze w drugim etapie prowadzili czterej sędziowie, po dwóch głównych i liniowych. Spotkania półfinałowe i finał rozgrywek odbędą się 27 i 28 grudnia 2019 roku.
Warto dodać, iż tegoroczny zdobywca Pucharu Polski zdobyty puchar otrzyma na własność.

## Przed turniejem

### Uczestnicy
Do półfinałów Pucharu Polski zakwalifikowały się cztery najlepsze po dwóch rundach PHL drużyny: GKS Tychy, KH Podhale Nowy Targ, JKH GKS Jastrzębie i Re-Plast Unia Oświęcim. Kluby te zostały wyłonione po rozegraniu 20 meczów w ramach 22 kolejek rundy zasadniczej. 
Tabela po dwóch rundach PHL
| Msc. | Zespół                    | M  | Pkt | W  | WPD | WPK | PPD | PPK | P  | G+  | G−  | +/−  |
| ---- | ------------------------- | -- | --- | -- | --- | --- | --- | --- | -- | --- | --- | ---- |
| 1.   | JKH GKS Jastrzębie        | 20 | 49  | 15 | 2   | 0   | 0   | 0   | 3  | 91  | 38  | +53  |
| 2.   | GKS Tychy                 | 20 | 47  | 15 | 1   | 0   | 0   | 0   | 4  | 101 | 40  | +61  |
| 3.   | KH Podhale Nowy Targ      | 20 | 39  | 10 | 4   | 0   | 1   | 0   | 5  | 84  | 44  | +40  |
| 4.   | TH Re-Plast Unia Oświęcim | 20 | 40  | 11 | 1   | 1   | 3   | 0   | 4  | 74  | 35  | +39  |
| 5.   | KH GKS Katowice           | 20 | 39  | 11 | 0   | 2   | 1   | 1   | 5  | 62  | 34  | +28  |
| 6.   | PKH Lotos Gdańsk          | 20 | 35  | 8  | 2   | 2   | 2   | 1   | 5  | 66  | 40  | +16  |
| 7.   | HK Zagłębie Sosnowiec     | 20 | 29  | 8  | 1   | 1   | 1   | 0   | 9  | 58  | 71  | -13  |
| 8.   | MKS Comarch Cracovia      | 20 | 25  | 5  | 0   | 1   | 3   | 5   | 6  | 59  | 65  | -6   |
| 9.   | KH Energa Toruń           | 20 | 21  | 5  | 1   | 1   | 1   | 1   | 11 | 63  | 67  | -4   |
| 10.  | MUKS Naprzód Janów        | 20 | 3   | 1  | 0   | 0   | 0   | 0   | 19 | 26  | 130 | -104 |
| 11.  | Kadra PZHL                | 20 | 3   | 1  | 0   | 0   | 0   | 0   | 19 | 31  | 151 | -120 |

Legenda:

Msc. = lokata w tabeli, M = liczba rozegranych spotkań, Pkt = Liczba zdobytych punktów, W = Liczba meczów wygranych, WPD = Liczba meczów wygranych po dogrywce, WPK = Liczba meczów wygranych po karnych, PPD = Liczba meczów przegranych po dogrywce, PPK = Liczba meczów przegranych po karnych, P = Liczba meczów przegranych, G+ = Gole strzelone, G− = Gole stracone, +/− = Bilans bramkowy 

    = Awans do turnieju finałowego Pucharu Polski

### Sędziowie

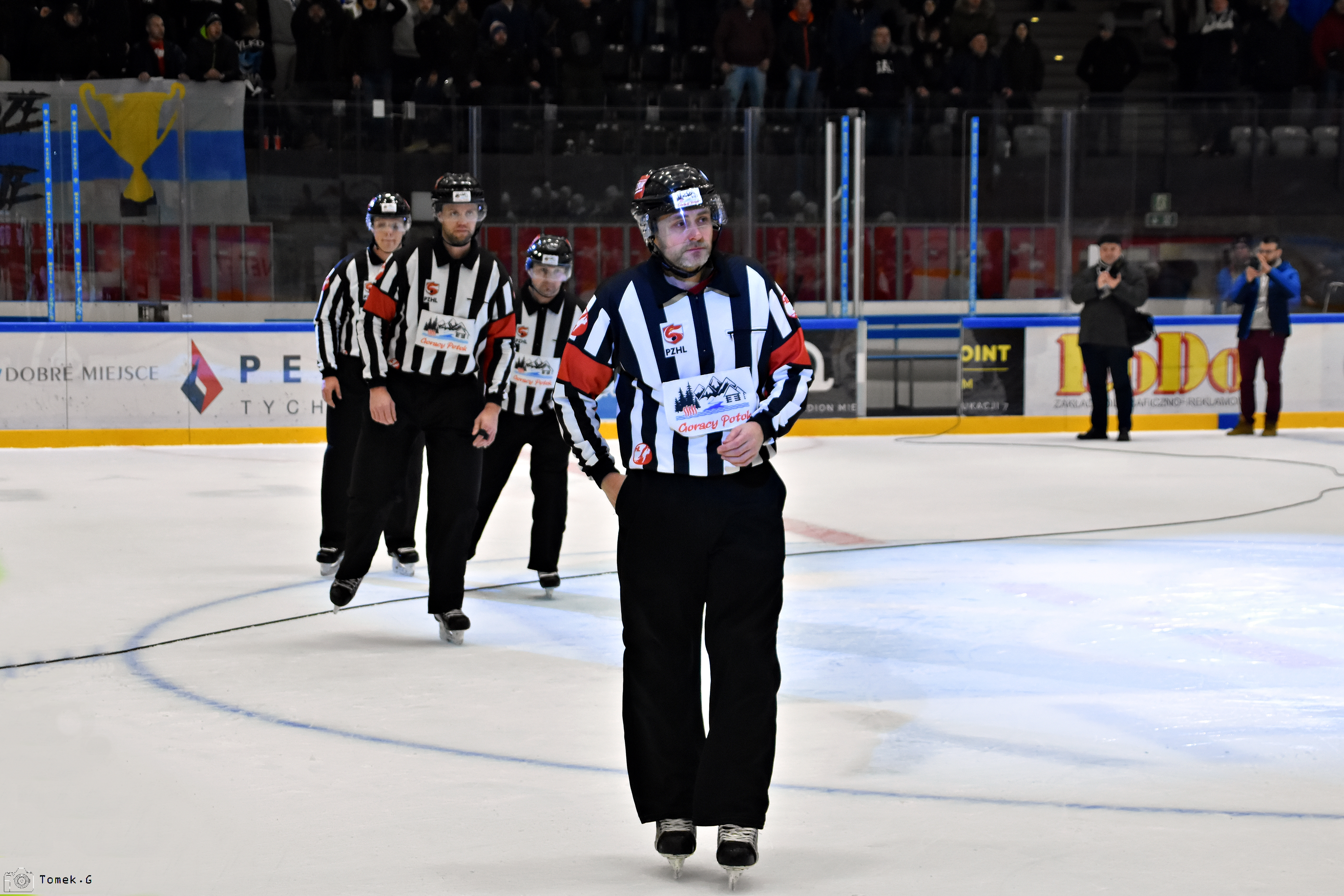
Arbitrzy spotkania finałowego. Po raz pierwszy w historii sędziowali je sędziowie zagraniczni

Tydzień przed rozpoczęciem turnieju zgodnie z obowiązującym rankingiem organizatorzy ogłosili obsadę sędziowską na spotkania półfinałowe. Po raz pierwszy w historii rozgrywek do sędziowania meczów wyznaczeni zostali sędziowie zagraniczni. Trzy spotkania będzie sędziowało ośmiu sędziów, czterech głównych i czterech liniowych. W pierwszym meczu pomiędzy JKH GKS Jastrzębie a Podhalem Nowy Targ jako główni sędziowali Paweł Meszyński z Warszawy i Bartosz Kaczmarek. Funkcję liniowych pełnili Ľudovít Šoltés ze Słowacji oraz Rafał Noworyta. Rolę obserwatora podczas tego spotkania pełnił Grzegorz Porzycki. W drugim spotkaniu pomiędzy GKS Tychy a Re-Plast Unią Oświęcim jako sędziowie główni wybrani zostali Olov Lundqvist ze Szwecji oraz Przemysław Kępa z Nowego Targu. Na liniach pomagali im pochodzący z Torunia Wojciech Moszczyński i Sławomir Szachniewicz. Obserwatorem podczas tego spotkania był Jacek Rokicki. Po rozstrzygnięciu meczów półfinałowych została wybrana odsada sędziowska spotkania finałowego. Mecz jako sędziowie główni prowadzili Paweł Meszyński i Olov Lundqvist, a na liniach sędziowali Ľudovít Šoltés i Sławomir Szachniewicz.

### Bilety

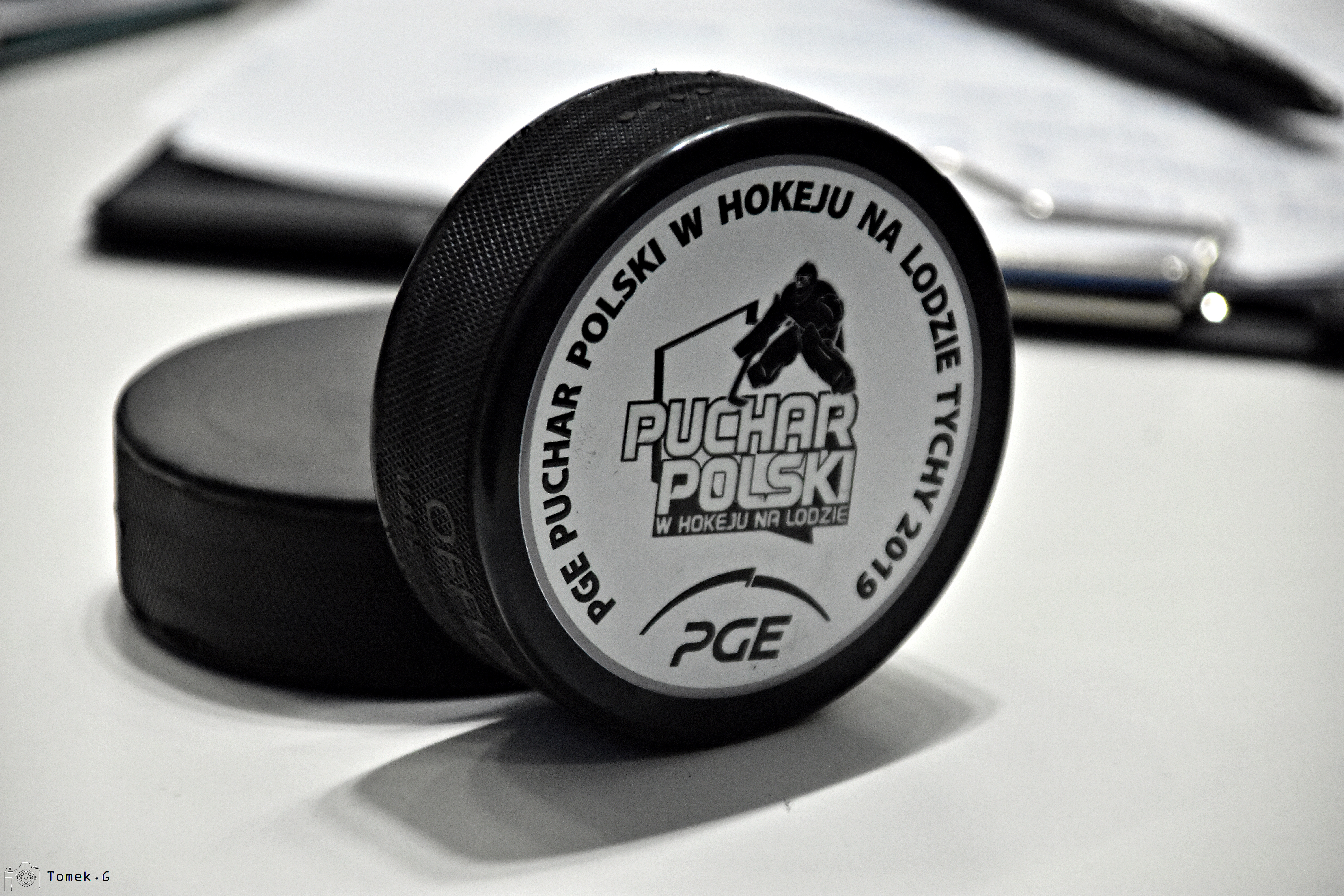
Okolicznościowy krążek z turnieju finałowego w Tychach

Ceny biletów i karnetów na turniej finałowy organizatorzy ogłosili 29 listopada. Ich sprzedaż rozpoczęła się w poniedziałek 2 grudnia. W pierwszej kolejności sprzedawane były karnety na wszystkie trzy mecze. Kibice mogli je nabywać wyłącznie w sklepie klubowym oraz w kasach na Stadionie Miejskim w Tychach. Bilety normalne na pojedyncze spotkanie półfinałowe kosztowały 25 złotych, natomiast ulgowe można było zakupić za 15 zł. Ulga dotyczyła osób uczących się (młodzież, studenci do 26 roku życia na podstawie ważnej legitymacji szkolnej/studenckiej), emerytów i rencistów oraz posiadaczy karty Aktywni 60+, a także osób niepełnosprawnych i ich opiekunów, jak również posiadaczy karty 3+ Liczna Rodzina dla każdego członka rodziny. Dzieci do 10 lat życia miały wstęp bezpłatny. Bilet normalny na spotkanie finałowe kosztował 45 zł, a ulgowy 25 zł. Można było również nabyć karnet na wszystkie spotkania turnieju finałowego. Karnet normalny kosztował 50 zł, a ulgowy 30 zł. Maksymalnie osiem karnetów mogła kupić jedna osoba podając imiona, nazwiska i numery PESEL uczestników. Organizatorzy nie przewidzieli przyjmowania zorganizowanych grup kibiców przyjezdnych i tym samym nie zarezerwowali dodatkowych biletów.

### Media i transmisje
Prawa do pokazywania meczów Pucharu Polski w 2019 roku podobnie jak w ubiegłych latach nabyła stacja telewizyjna TVP Sport. Spotkania były również transmitowane w internecie na platformie sport.tvp.pl. Transmisje półfinałów rozpoczęły się 15 minut przed pierwszym gwizdkiem. Mecze poprzedziło studio, które prowadziła Olga Rybicka wraz z byłym reprezentantem Polski Grzegorzem Piekarskim. Spotkania komentował Patryk Rokicki wspólnie z dyrektorem SMS Katowice Arturem Ślusarczykiem. Wywiady w trakcie meczów półfinałowych przeprowadzała Anna Kozińska. Obsada podczas meczu finałowego była taka sama jak podczas spotkań półfinałowych. Transmisja ze studia przed meczem finałowym rozpoczęła się o godz. 16:15. Transmisję radiową na żywo z meczu finałowego przeprowadziło ponadto Polskie Radio Katowice.

## Składy
Do turnieju finałowego drużyna JKH GKS Jastrzębie przystąpiła bez Jana Sołtysa, który leczył kontuzję. Do drużyny przed turniejem dołączył powracający po półtoramiesięcznej kontuzji barku fiński napastnik Jesse Rohtla. W dniu meczu półfinałowego z Podhalem szefostwo klubu podpisało kontrakt z pochodzącym z Finlandii napastnikiem Mikko Virtanenem. Ten 28-letni zawodnik w tym sezonie reprezentował barwy klubów z niższych lig z Finlandii i Szwecji. Zespół Podhala Nowy Targ przystąpił do rywalizacji osłabiony brakiem dwóch podstawowych graczy. Trener Phillip Barski nie mógł skorzystać z napastnika Kacpra Guzika, któremu odnowiła się kontuzja ręki, przez którą jakiś czas temu pauzował już przez kilka tygodni, natomiast obrońca Jason Seed miał problemy z kontuzjowaną stopą.

## Przebieg turnieju

### Pierwszy półfinał

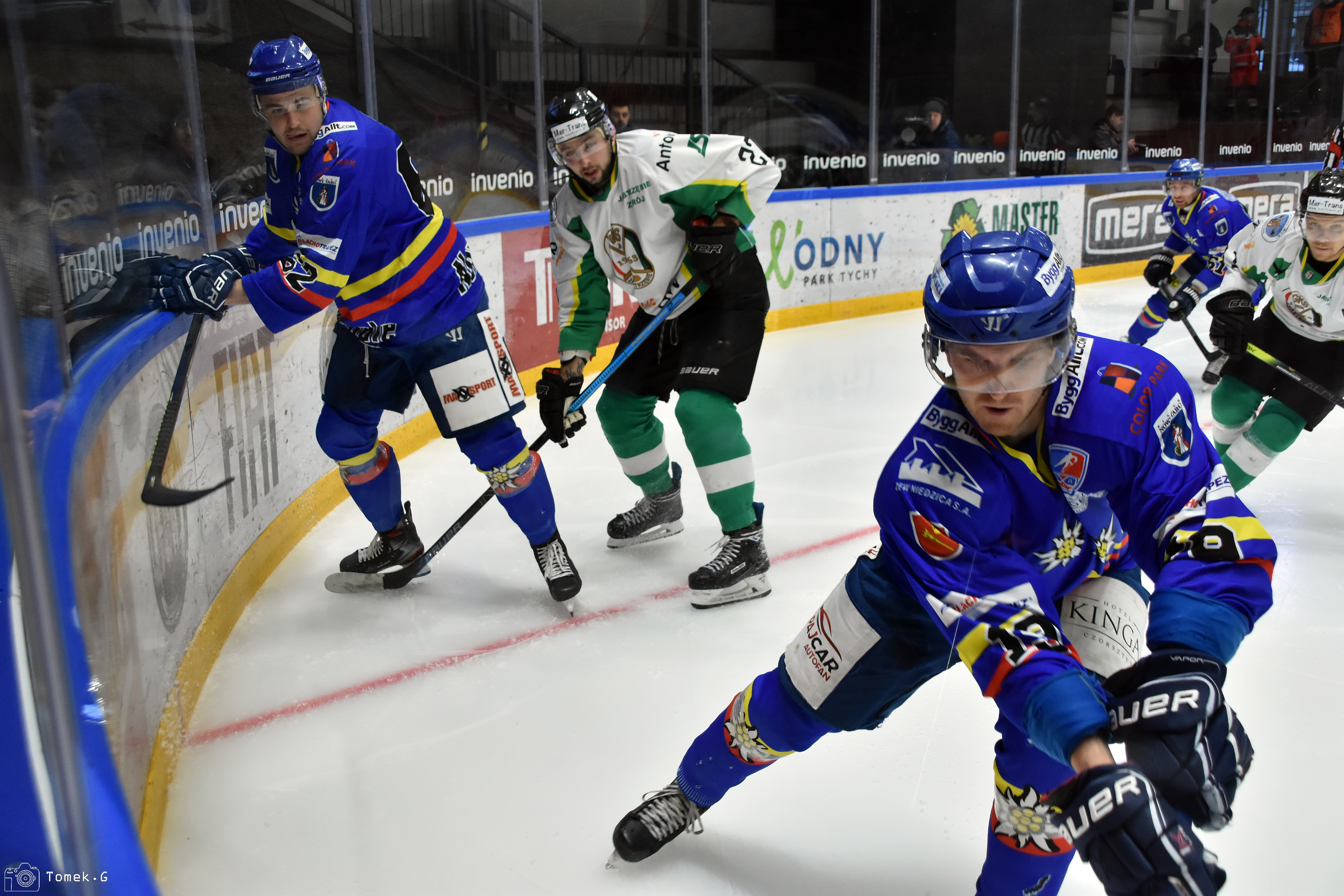
W pierwszym meczu półfinałowym rywalizowały ze sobą drużyny Podhala Nowy Targ i JKH GKS Jastrzębie

W pierwszym spotkaniu półfinałowym rywalizowały drużyny Podhala Nowy Targ z JKH GKS-em Jastrzębie. Podopieczni słowackiego trenera Róberta Kalábera, przed turniejem zajmowali drugie miejsce w tabeli ligowej z przewagą 3 punktów nad nowotarżanami. W lidze obie drużyny mierzyły się ze sobą trzykrotnie. Dwukrotnie wygrali zawodnicy z Jastrzębia-Zdoju, raz po dogrywce 6:5 w Nowym Targu i 5:2 na własnym lodowisku. Podhale zwyciężyło raz przed własną publicznością 2:1. Przed rokiem obydwa zespoły dotarły do finału Pucharu Polski, w którym lepsi okazali się hokeiści JKH, którzy wygrali 4:0. Obydwa kluby na swoim koncie miały po dwa Puchary Polski. Podhale triumfowało w latach 2003 i 2004, a JKH GKS w 2012 i 2018 roku.
Spotkanie rozpoczęło się o godz. 14:30, a prowadziła je dwójka sędziowska Bartosz Kaczmarek i Paweł Meszyński. Pierwszą okazję do strzelenia gola stworzyli sobie obrońcy trofeum zawodnicy z Jastrzębia-Zdroju. Na bramkę strzelał Łukasz Nalewajka, ale jego strzał obronił Przemysław Odrobny. W odpowiedzi okazji nie wykorzystał Łukasz Siuty, któremu uciekł krążek tuż przed bramką Ondřeja Raszki. Kolejną okazję "Szarotki" wypracowały w 7. minucie. Mocno strzelał Kyle Campbell, ale Raszka pewnie obronił parkanem. Kluczowa sytuacja dla przebiegu pierwszej tercji miała miejsce w 14. minucie. Za nadmierną ostrość w grze na ławkę kar został odesłany Campbell. Jastrzębianie szybko założyli zamek, a po wymianie kilku podań na bramkę Odrobnego nieskutecznie strzelał eks-podhalanin Artem Iossafov. Chwilę później hokeiści JKH objęli prowadzenie. Jesse Rohtla dograł do Martina Kasperlíka, który oddał strzał po lodzie. Stojący przed Odrobnym Arkadiusz Kostek zmienił jego kierunek i zdobył gola.  Po proteście trenera Podhala - podczas interwencji Odrobnemu spadł kask - sędziowie zarządzili weryfikację wideo, po której uznali gola. Do końca tercji wynik nie uległ zmianie.

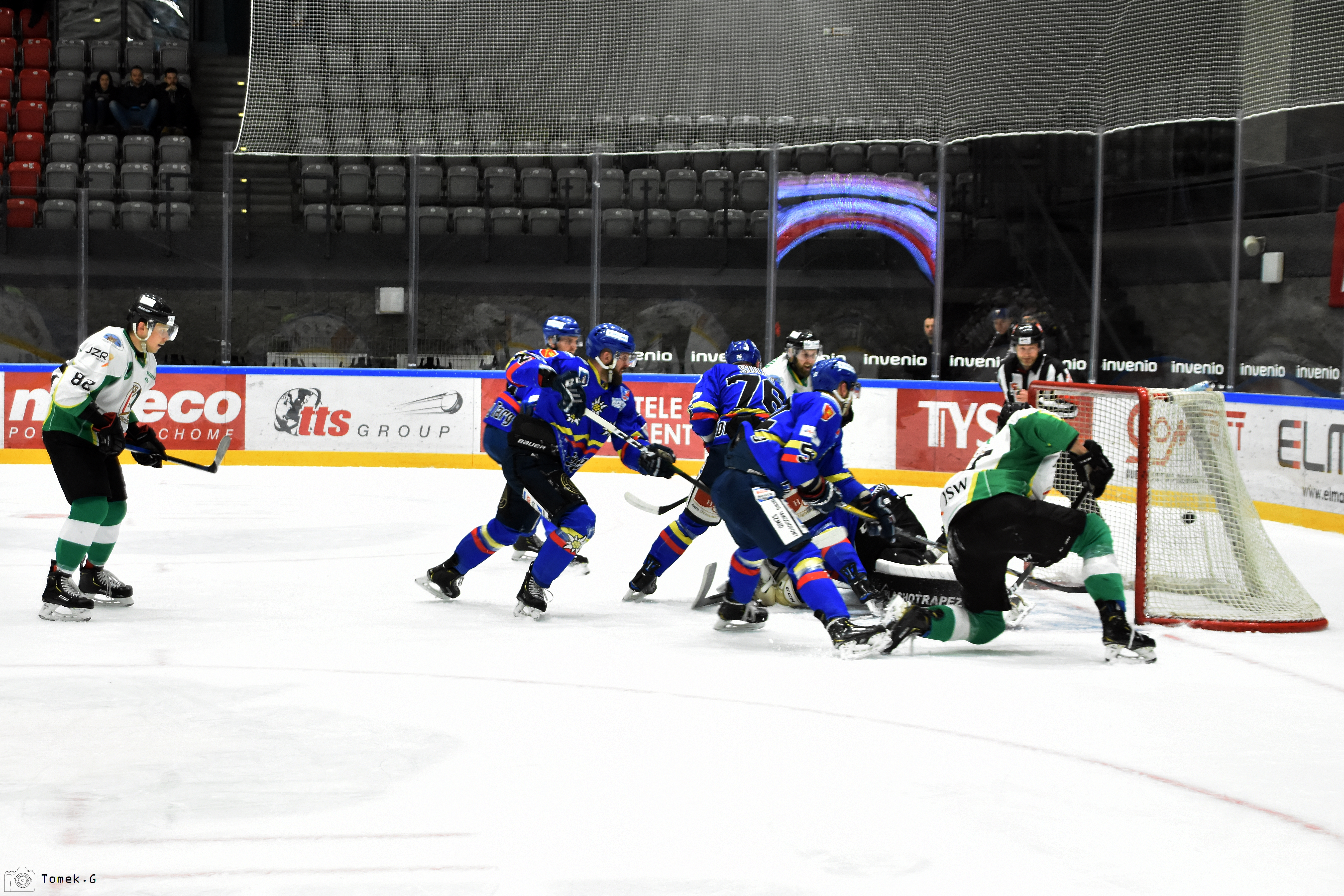
Zawodnik JKH Arkadiusz Kosttek strzela swojego drugiego gola w meczu przeciwko Podhalu

Na początku drugiej odsłony, po indywidualnej akcji Dylan Willick przedarł się pod bramkę, lecz Raszka obronił jego strzał. Chwilę później Iossafov idealnie podał do Jessego Rohtli, ten jednak nie trafił do bramki. W 23. minucie na ławkę kar trafił Bartłomiej Neupuer i zawodnicy JKH znowu grali w przewadze. Tymczasem hokeiści Podhala przeprowadzili kontratak trzech na jednego. Alexander Petersson niedokładnie podał do Macieja Sulki i akcja zakończyła się niepowodzeniem. W 25. minucie Dominik Paś przejął w zamieszaniu krążek, ale nie zdołał pokonać Odrobnego. Chwilę później nieporozumienia w obronie nowotarżan nie wykorzystał Radosław Nalewajka. Podczas kontry dwóch na jednego groźnie strzelał, ale bramkarz obronił. W 28. minucie Martin Kasperlík mógł podwyższyć wynik spotkania, lecz trafił w poprzeczkę. Zawodnicy Podhala doprowadzili do wyrównania w 30. minucie po strzale z bliska Willicka. Willick podążył za akcją, po przechwycie krążka i dobitce z powietrza pokonał Raszkę. Na trzy minuty przed końcem tercji na ławkę kar za faul w tercji rywali został odesłany Krystian Dziubiński. Wykorzystali to jastrzębianie, którzy założyli hokejowy zamek, a po wymianie kilku podań na bramkę uderzał Rohtla. Strzał ten obronił Odrobny, ale krążek przejął stojący przed nim Kostek, który strzałem nad parkanem zdobył swojego drugiego gola. Na 8. sekund przed końcem tej części gry na ławkę kar został odesłany pierwszy zawodnik JKH - Hernik Jabornik, ale nowotarżanie już nie zdążyli wykorzystać tej przewagi.

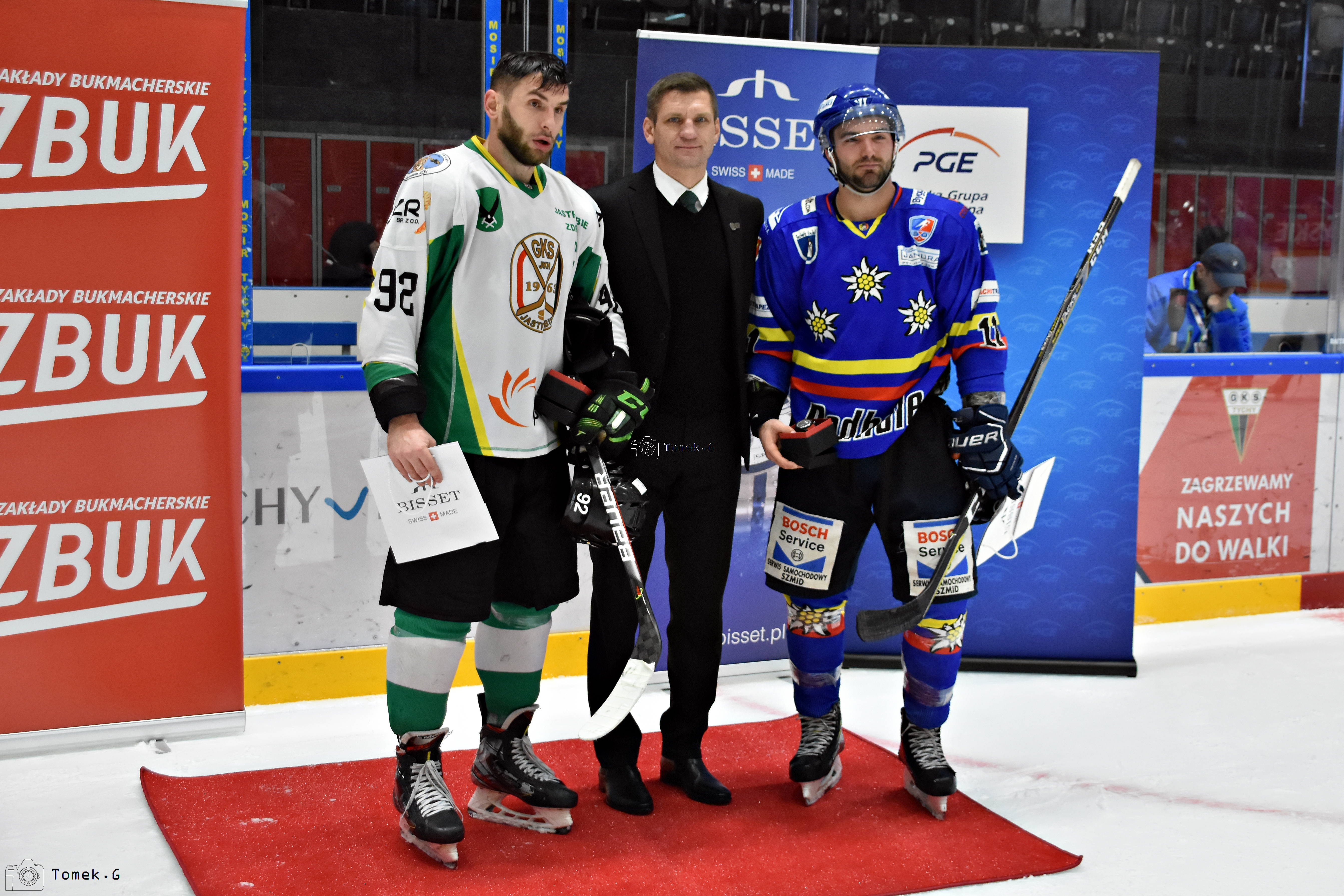
Najlepsi zawodnicy w meczu półfinałowym Maciej Urbanowicz z JKH GKS oraz Dylan Willick z Podhala

Początek ostatniej części gry zawodnicy Podhala grali z przewagą jednego zawodnika, jednak nie zdołali doprowadzić do wyrównania. Chwilę później role się odwróciły bo za faul na Wałędze na ławkę kar został odesłany Chaloupka i nowotarżanie ponownie grali w osłabieniu. W 46. minucie decydującą dla losów całego spotkania akcję przeprowadził Radosław Sawicki. Wychowanek STS Sanok przejął krążek we własnej tercji i popędził z nim na bramkę rywali. Udało mu się wyprzedzić obrońców i pokonać Odrobnego. Początkowo wydawało się, że bramkarz Podhala obronił strzał, ale ostatecznie krążek wpadł do bramki. Chwilę później w doskonałej sytuacji znalazł się Kasperlík, jednak nie skierował krążka do pustej bramki. Na 10. minut przed końcem tercji ponownie na ławkę kar trafił Chaloupka, ale i tym razem bez konsekwencji w postaci utraty gola. W 54. minucie meczu bramkę kontaktową mógł zdobyć zawodnik "Szarotek" Justin Valentino, ale przegrał pojedynek z Raszką. Żeby zwiększyć swoje szanse na odrobienie strat na 4 minuty i 53 sekundy przed końcem trener Barski wycofał bramkarza. Odrobny wracał do bramki tylko na wznowienia gry w tercji neutralnej i obronnej. Zawodnicy Podhala dzięki temu przejęli inicjatywę i oddawali wiele strzałów z bliska i daleka, jednak ostatecznie nie udało im się pokonać bramkarza jastrzębian. Do finału awansowali obrońcy trofeum hokeiści JKH GKS Jastrzębie.
| STATYSTYKI         |               |                      |
| JKH GKS Jastrzębie | 3:1           | KH Podhale Nowy Targ |
| 43                 | Strzały celne | 32                   |
| 2                  | Kary          | 10                   |
| 29                 | Wznowienia    | 41                   |

### Drugi półfinał

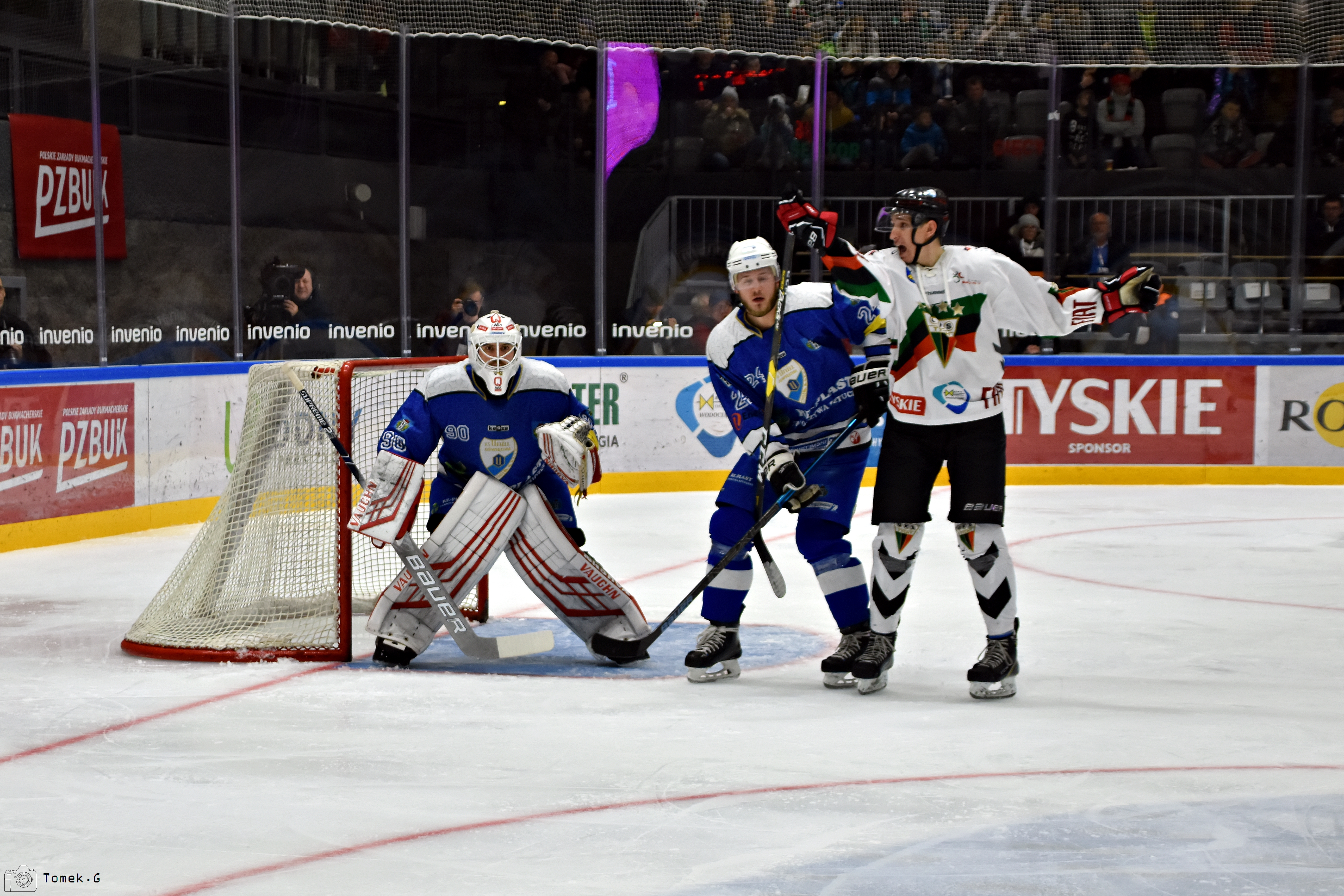
W drugim meczu półfinałowym rywalizowały drużyny GKS-u Tychy oraz Re-Plast Unii Oświęcim

W drugim spotkaniu półfinałowym zmierzyły się ze sobą lider tabeli ligowej GKS Tychy z czwartym zespołem PHL drużyną Re-Plast Unią Oświęcim. Faworytem spotkania byli tyszanie, którzy przed meczem mieli dziewięć punktów więcej od oświęcimian. Ponadto wygrali w tym sezonie dwa ligowe mecze rozegrane w Tychach 4:0 i 1:0. W spotkaniu w Oświęcimiu z kolei lepsi okazali się zawodnicy Unii, którzy wygrali 4:1. Obydwie drużyny przystępowały do meczu w swoich najmocniejszych składach. Po raz pierwszy obydwie drużyny w Pucharze Polski rywalizowały ze sobą w edycji z 2001 roku. Wówczas w dwumeczu GKS Tychy pokonał w półfinale faworyzowane Dwory Unię i później zdobył to trofeum. Łącznie zespoły w tych rozgrywkach grały ze sobą sześciokrotnie. Trzy mecze wygrała Unia, dwa tyszanie, a raz był remis. Ponadto kluby te dwukrotnie spotkały się w półfinale w 2001 roku rywalizację wygrali tyszanie, a w 2002 roku oświęcimianie. Najbardziej utytułowanym klubem w rozgrywkach Pucharu Polski jest zespół GKS-u Tychy, który ośmiokrotnie wygrywał to trofeum, podczas gdy Unia zdobywało je dwa razy.

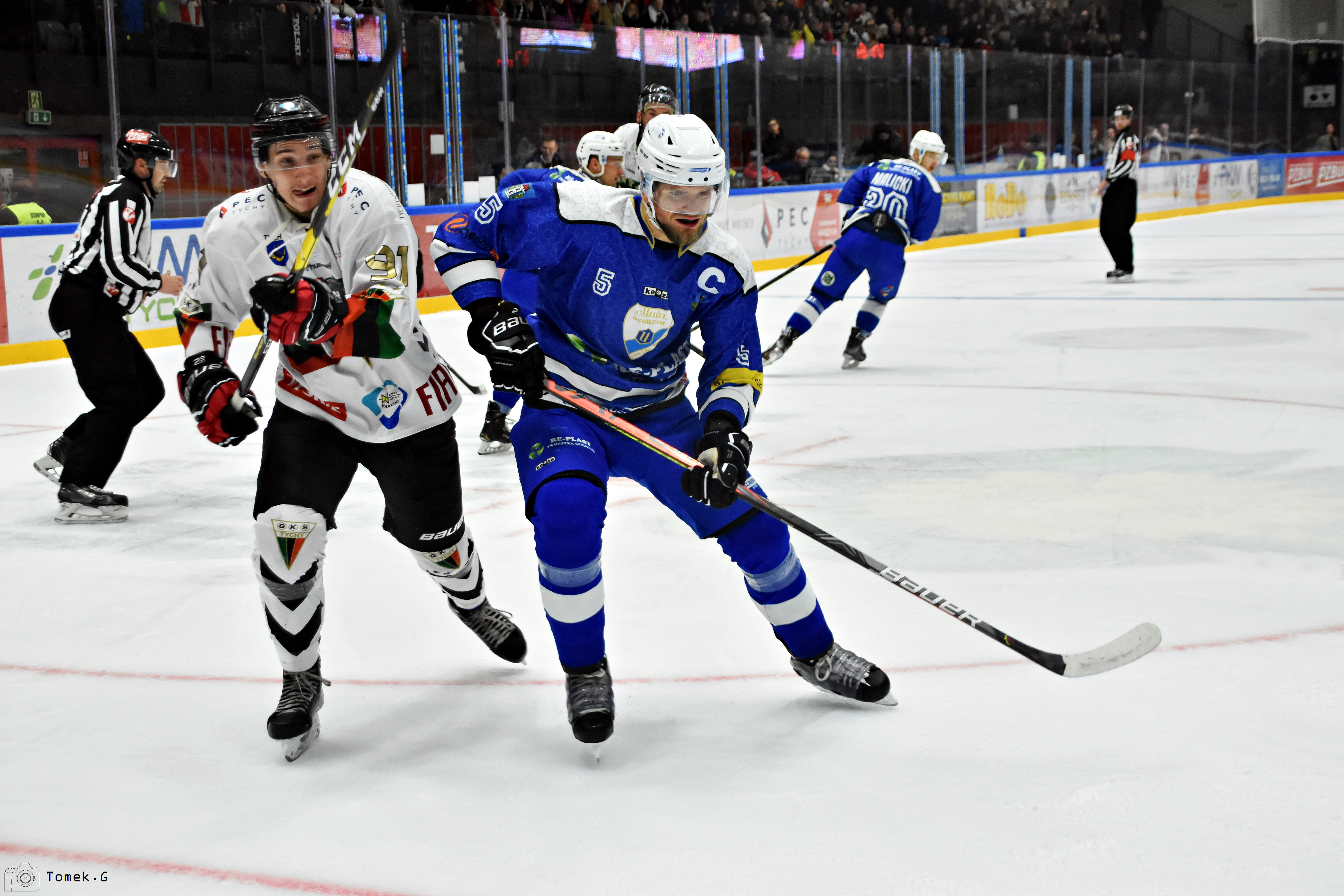
O krążek walczą Bartłomiej Jeziorski z GKS-u i Jakub Wanacki z Unii

Spotkanie, której stawką był awans do finału Pucharu Polski rozpoczęło się o godz. 17:45. Po raz pierwszy w historii rozgrywek mecz jako główny sędziował zagraniczny arbiter Szwed Olov Lundqvist. Drugim arbitrem tego meczu był pochodzący z Nowego Targu Przemysław Kępa. Mecz od samego początku stał na wysokim poziomie, podobnie jak tempo rozgrywania akcji. Pierwszą sytuację bramkową stworzyli tyszanie. Na bramkę Unii strzelał Aleksandr Jeronau, ale krążek trafił w słupek. Chwilę później przed szansą stanął Christian Mroczkowski, ale Saunders obronił ten strzał. Oświęcimianie przetrwali początkowy napór gospodarzy i również zaczęli stwarzać sytuacje pod bramką Murraya. Na cztery minuty przed końcem pierwszej tercji objęli prowadzenie. Najpierw na ławkę kar za zahaczanie odesłany został Michael Cichy, a grająca w przewadze Unia założyła hokejowy zamek. Po wymianie kilku podań na bramkę strzelał Sebastian Kowalówka. Krążek odbił się od bandy za bramką tyszan i trafił do ustawionego po drugiej stronie Luki Kalana. Słoweniec strzelił z pierwszego krążka i pokonał Murraya, który nie zdążył się przesunąć do prawego słupka bramki.
Początek drugiej odsłony był spokojny. W 24. minucie na ławkę kar za grę wysokim kijem odesłany został Gregor Koblar. Grający w przewadze tyszanie wypracowali tylko jedną dobrą okazję. Spod bandy mocno strzelał Gleb Klimenko, a jego strzał parkanem obronił Clarke Saunders. W 28. minucie Unia strzeliła drugiego gola. Indywidualną akcję przeprowadził Dariusz Wanat. Przed bramką efektownie ograł Tuhkanenai i strzałem z backhandu w krótki róg pod poprzeczkę pokonał Murraya. W 31. minucie Jarosław Rzeszutko mógł zdobyć bramkę kontaktową. Otrzymał podanie wzdłuż bramki, ale w ostatniej chwili został zablokowany przez obrońcę. W 34. minucie okazję sam na sam zmarnował Luka Kalan, który trafił wprost w Murraya. Minutę później sytuacji z Saundersem nie wykorzystał Bartłomiej Jeziorski, który w decydującym momencie zgubił krążek. Na dwie minuty przed końcem tercji na ławkę kar trafił Wanat. Tyszanie ostrzeliwali bramkę oświęcimian, jednak nie zdołali pokonać Saundersa.

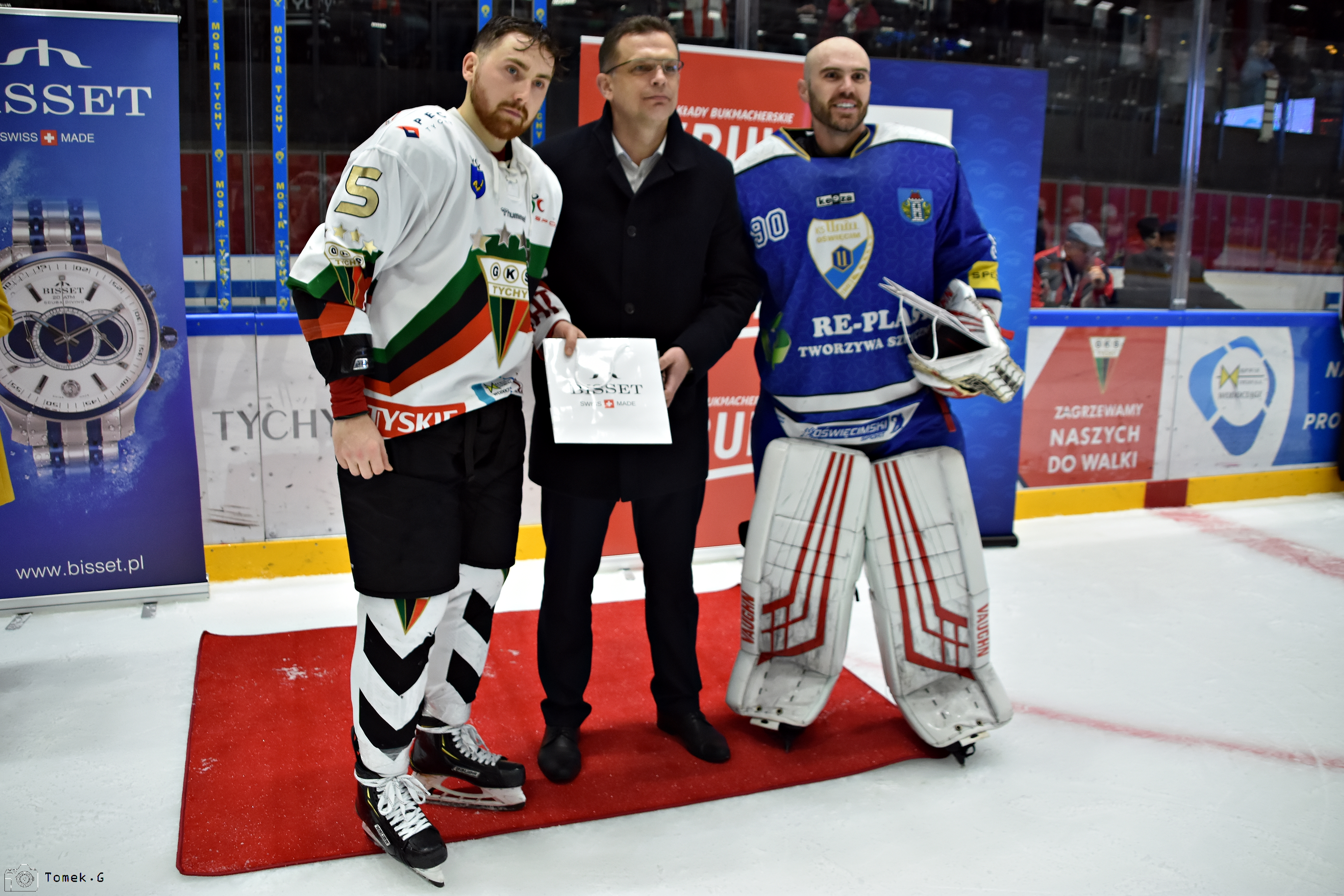
Najlepsi zawodnicy drugiego spotkania półfinałowego Clarke Saunders z Unii oraz Filip Komorski z GKS-u

Na początku trzeciej tercji tyszanie zdobyli gola kontaktowego. Grając w przewadze akcję przeprowadził Michael Cichy, który podał do Filipa Komorskiego, a obchodzący w tym dniu 28. urodziny pokonał bramkarza rywali. Na utratę bramki zareagował trener Nik Zupančič, który wziął czas. Nie pomogło to jego drużynie, gdyż inicjatywę przejęli tyszanie. W kolejnej akcji błąd Pretnara na linii niebieskiej wykorzystał Adam Bagiński, który popędził z kontratakiem. Utracie gola zapobiegł ofiarną interwencją Zaťko. W 55. minucie po podaniu przez pół lodowiska Tuhkanena sam przed bramkarzem Unii znalazł się Jakub Witecki. Wychowanek KTH Krynica przegrał jednak ten pojedynek. Minutę później był już remis. Radosław Galant podał do ustawionego przed bramką Niko Tuhkanena, a fiński obrońca dostawił kij i umieścił krążek w bramce. Do końca tercji wynik nie uległ zmianie i sędziowie zarządzili pięciominutową dogrywkę 3 na 3.
Doliczony czas gry rozpoczął się od niecelnego strzału zza obrońcy Jakuba Wanackiego. Na minutę przed końcem za grę wysokim kijem karę 2. minut otrzymał napastnik Unii Andrej Themár. Tyszanie próbowali wykorzystać grę w przewadze, a najbliżej był Novajovský, po którego strzale krążek trafił w poprzeczkę. Tuż przed końcem za faul, a następnie niesportowe zachowanie karę 2+10 otrzymał kapitan Unii Jakub Wanacki. Dogrywka zakończyła się remisem i o awansie do finału decydowały rzuty karne. Pierwszy najazd wykonywał Cichy, ale bramkarz obronił jego strzał. W odpowiedzi Murray obronił strzał Kowalówki. Drugą serię rozpoczął Komorki, który nie trafił w bramkę. Po stronie Unii najazd skutecznie wykonał Aleksiej Trandin, który wymanewrował bramkarza. W trzeciej kolejce również nieskuteczny był tyszanin Aleksiej Jefimienko. Z kolei Murraya pokonał Jakub Šaur i oświęcimianie znaleźli się w dobrej sytuacji. Decydujący rzut karny wykonywał Gleb Klimienko. Strzał Rosjanina obronił Saunders i Unia wygrała serię 2:0 i awansowała do finału.
| STATYSTYKI |               |                        |
| GKS Tychy  | 3:1           | Re-Plast Unia Oświęcim |
| 35         | Strzały celne | 24                     |
| 4          | Kary          | 22                     |
|            | Wznowienia    |                        |

### Mecz finałowy

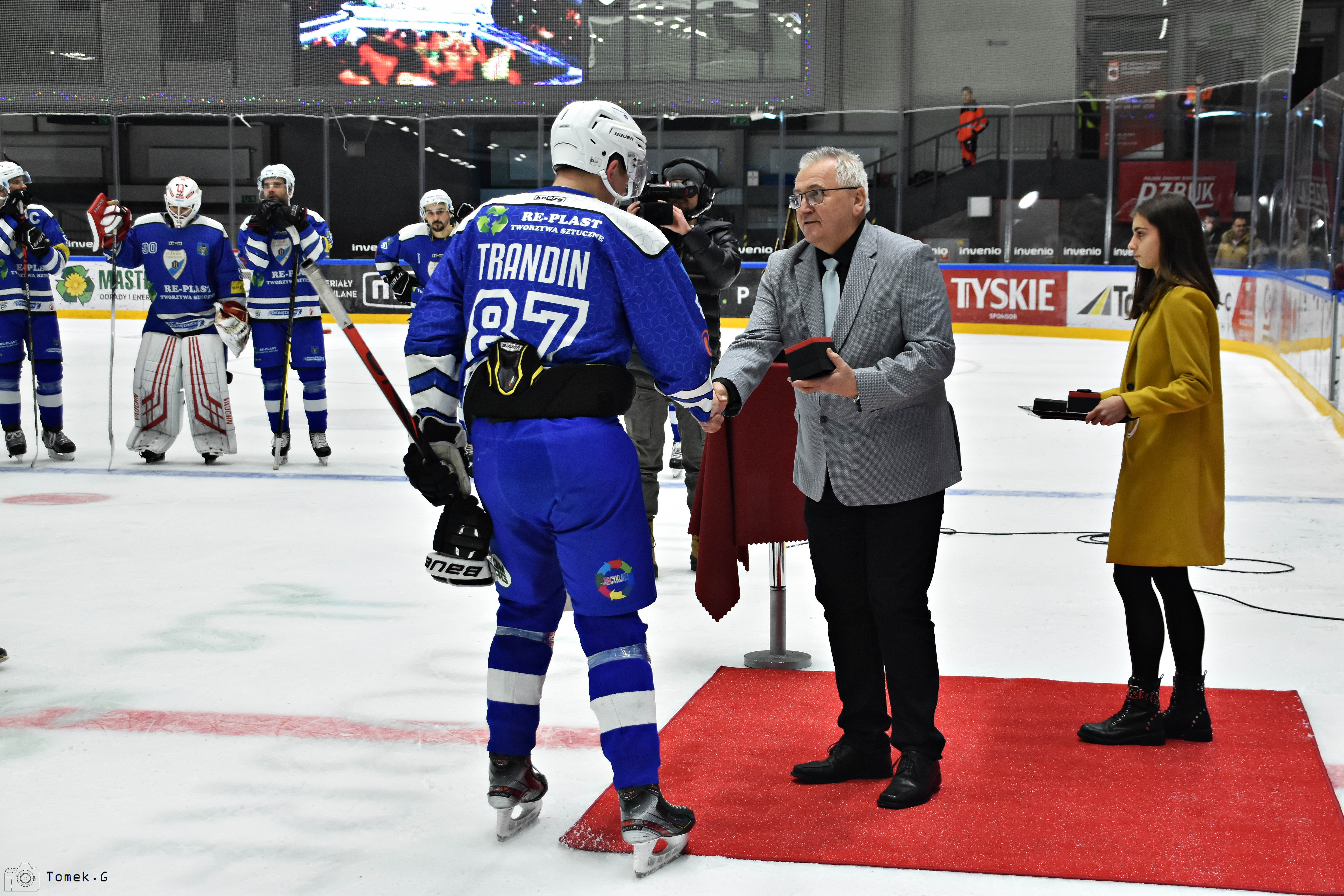
Henryk Gruth wręcza nagrodę najlepszemu hokeiście w meczu finałowym Re-Plast Unii Aleksiejowi Trandinowi

W spotkaniu finałowym zmierzyły się drużyny JKH GKS Jastrzębie oraz Re-Plast Unii Oświęcim. Dla jastrzębian, którzy bronili wywalczonego przed rokiem pucharu, był to trzeci mecz finałowy w historii klubu. Z kolei Unia w finale tych rozgrywek wystąpiła po raz szósty. Obydwa kluby na swoim koncie miały po dwa puchary Polski. Zawody prowadzili sędziowie Olov Lundqvist i Paweł Meszyński. Pochodzący z Warszawy Meszyński sędziował mecz finałowy również przed rokiem. Na trybunach Stadionu Zimowego w Tychach zasiadło 2000 kibiców, a większość stanowili zorganizowani kibice obydwu zespołów. Spotkania finałowe poprzedziła uroczystość wręczenia złotego medalu "Za zasługi dla Polskiego Ruchu Olimpijskiego" wychowankowi zespołu GKS Tychy, a także wielokrotnemu reprezentantowi Polski Henrykowi Gruthowi. Mecz finałowy był również okazją do zacieśnienia współpracy pomiędzy polskim a czeskim związkiem hokeja na lodzie. W Tychach na meczu obecny był członek zarządu IIHF i czeskiej federacji Petr Briza. Drużyna z Oświęcimia przystępowała do tego pojedynku wzmocniona czeskim napastnikiem Radkiem Meidlem. Występował on już wcześniej na polskich lodowiskach w drużynach Orlika Opole i Polonii Bytom. Początek tego sezonu spędził w angielskim Leeds Chiefs w lidze NIHL, gdzie był najlepiej punktującym zawodnikiem. W zespole JKH z powodu kontuzji odniesionych w meczu półfinałowym nie mogli zagrać Arkadiusz Kostek i Māris Jass. Identycznie jak w spotkaniach półfinałowych w wyjściowych składach znaleźli się ci sami bramkarze: Ondřej Raszka w JKH i Clarke Saunders w Unii.

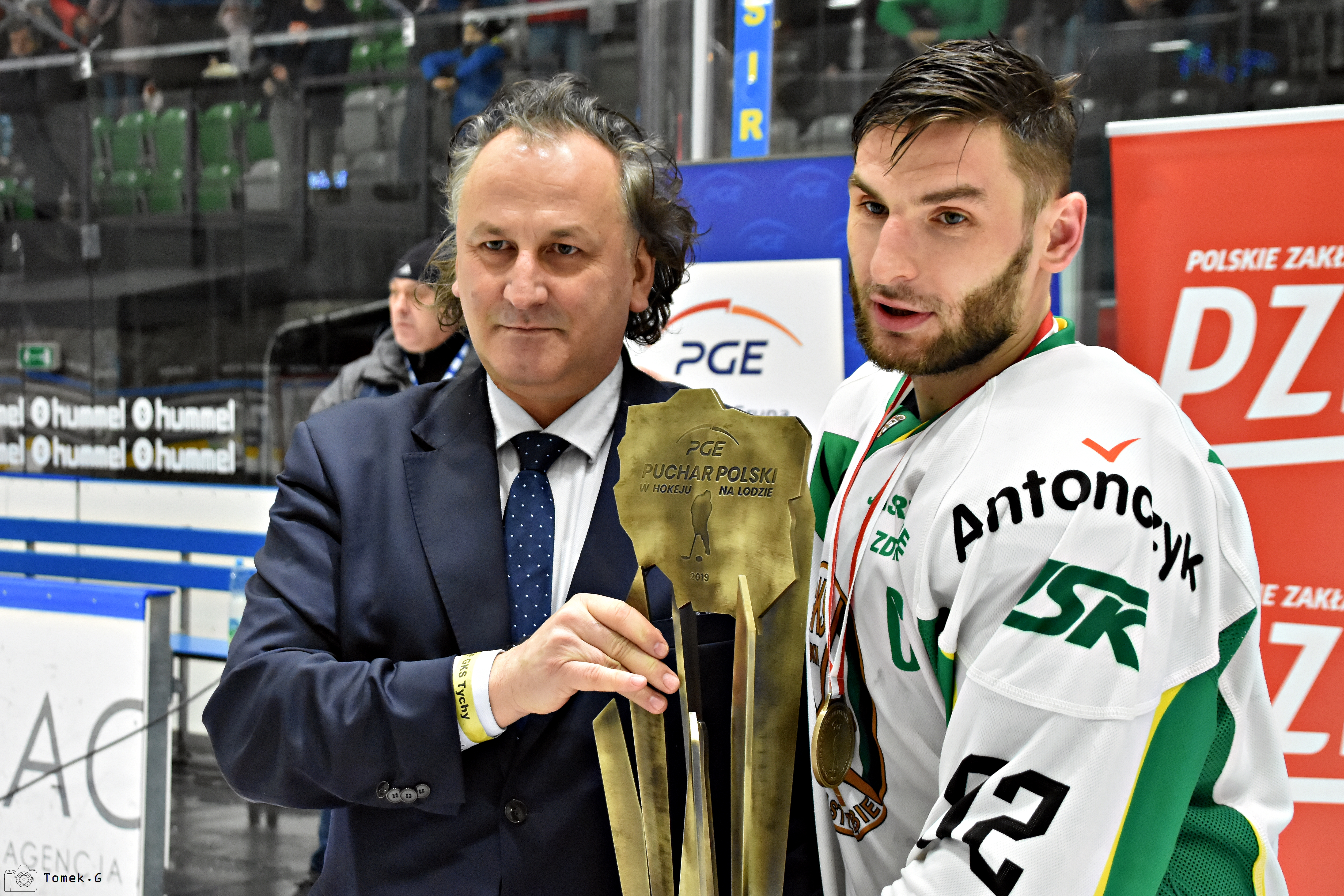
Prezes PZHL Mirosław Minkina wręcza trofeum kapitanowi JKH GKS-u Maciejowi Urbanowiczowi

Spotkanie rozpoczęło się o godzinie 16:30, a pierwszą sytuację stworzyli hokeiści JKH. Z nadgarstka strzelał Radosław Sawicki, ale krążek złapał Saunders. W odpowiedzi na bramkę Raszki strzelali najpierw Andrej Themár, a następnie niecelnie obok słupka Patryk Malicki. W 6. minucie błąd popełnili obrońcy Unii i w dogodnej sytuacji znaleźli się zawodnicy JKH. Maciej Urbanowicz podał do Sawickiego, którego strzał trafił w parkan bramkarza Unii. Kilka minut później po wygraniu bulika strzelał Mikko Virtanen, ale jego strzał ofiarnie zablokował rywal. Mecz był wyrównany, a obydwie drużyny unikały niepotrzebnych kar. Pierwszym, który został ukarany był Kamil Wróbel z JKH GKS-u, który nieprzepisowo wystrzelił krążek poza lodowisko. Grający w przewadze oświęcimianie nie stworzyli żadnego zagrożenia, a mogli stracić gola. Kontratak jastrzębian zakończył strzałem z nadgarstka z okolic bulika Urbanowicz. Pierwsze dwadzieścia minut zakończyło się bezbramkowym remisem.

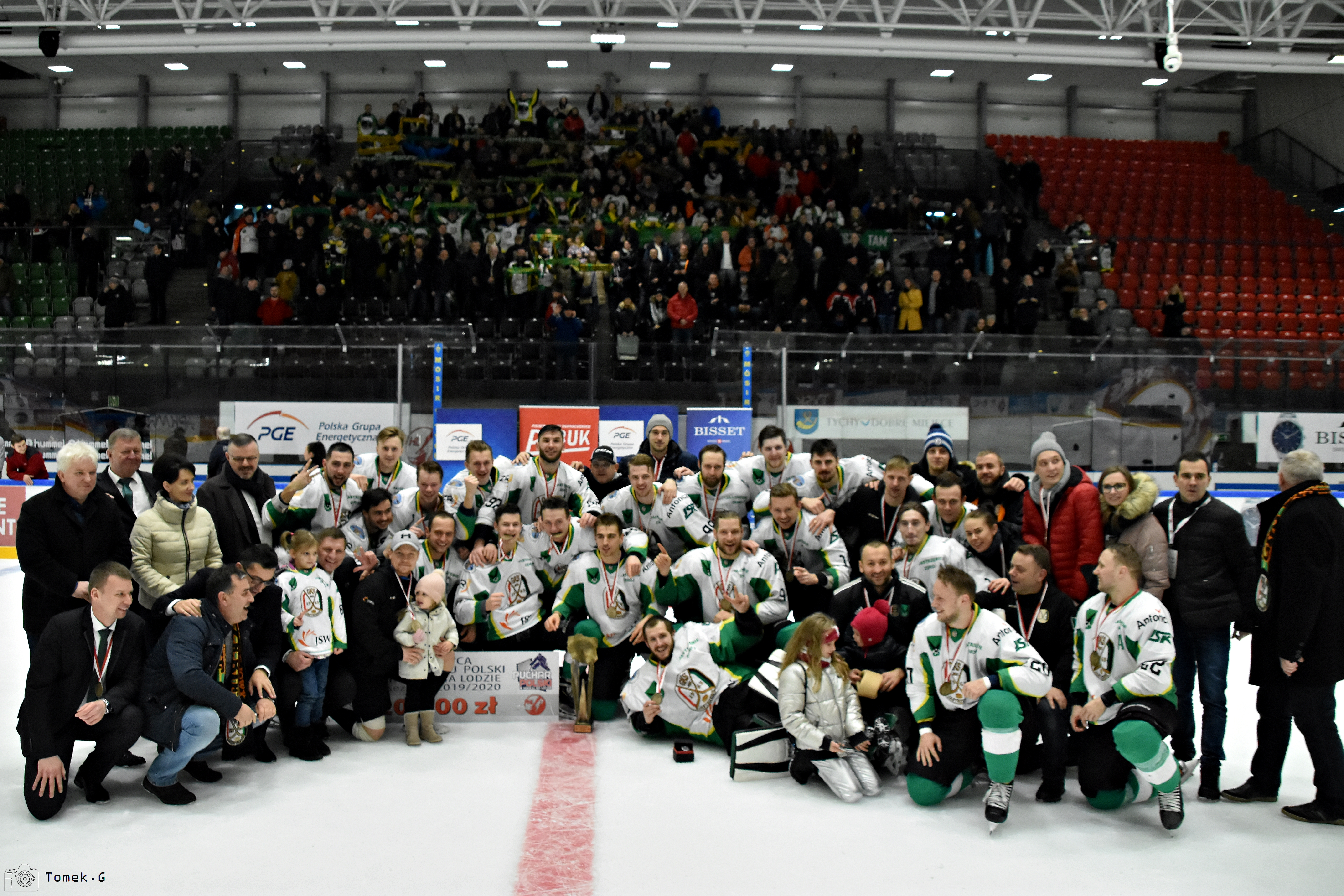
Drużyna JKH GKS Jastrzębie zdobywcy Pucharu Polski w 2019 roku

Drugą część gry zawodnicy Unii zaczęli z przewagą jednego zawodnika, jednak nie wykorzystali jej. Chwilę później za bójkę ukarani karami mniejszymi zostali Miroslav Zaťko i Jakub Gimiński. Przed dużą szansą stanęli zawodnicy z Oświęcimia, kiedy grali 5 na 3. Na ławce kar usiedli zawodnicy JKH GKS-u Mikko Virtane i Jesse Rohtla. Przez minutę i 17 sekund oświęcimianie oddali na bramkę Raszki kilkanaście strzałów, ale bez powodzenia. Zawodnicy JKH przetrwali dominację Unitów i w 27. minucie mogli objąć prowadzenie. Indywidualną akcję przeprowadził Martin Kasperlík, który pomimo zahaczania ze strony Wanackiego oddał groźny niecelny strzał. W 31. minucie hokeiści JKH strzelili gola, ale sędziowie nie uznali jej ze względu na wcześniejsze ruszenie bramki Soundersa. Chwilę później arbitrzy przerwali mecz, bo wymiany wymagała uszkodzona pleksi przy boksie JKH. W 34. minucie nieporozumienie pomiędzy Soundersem a Patrikiem Lužą prawie wykorzystali jastrzębianie, jednak krążek z pustej bramki ofiarnie wybił Noworyta. Pod koniec drugiej tercji dobrej okazji nie wykorzystał Dominik Paś, po którego strzale bramkarz Unii zdążył złączyć parkany i wybić krążek. Druga odsłona również zakończyła się bezbramkowo.
Trzecia tercja bardzo dobrze zaczęła się dla zawodników Jastrzębia. W pierwszej minucie po wznowieniu gry kontratak przeprowadził Urbanowicz, który wrzucił krążek przed bramkę, Sounders wybił go, ale wobec dobitki Artema Iossafova był bez szans. W kolejnej akcji mógł być remis, ale Themár w dogodnej sytuacji trafił w parkan Raszki. Od tego momentu tempo spotkania spadło. Jastrzębianie dobrze grali w defensywie, a Unici nie potrafili skonstruować dobrej akcjiW 51. minucie Unia ponownie grała w przewadze, a na ławkę kar odesłany został Paś. Oświęcimianie nie potrafili wykorzystać tej przewagi, a nawet nie stworzyli okazji do zdobycia gola. W 55. minucie powinno być 2:0, ale Paś w dogodnej sytuacji nie trafił czysto w krążek i Saunders zażegnał niebezpieczeństwo. Trzy minuty przed końcem meczu przewagę zyskali Unici, ale nie potrafili jej wykorzystać. Najbliżej był Radek Meidl. Nowy nabytek Unii strzelał z niewielkiej odległości, ale Raszka odbił krążek. Decydującą akcję w tym meczu przeprowadził Martin Kasperlík. Przejął krążek i wjechał do tercji rywali. Wykorzystał błąd Saundersa, który się potknął i strzałem z bekhendu zdobył drugiego gola dla JKH.

### Frekwencja
Frekwencja podczas meczów Pucharu Polski w Tychach była wysoka, jednak żadne z trzech spotkań nie zgromadziło kompletu publiczności. Najwięcej kibiców oglądało spotkanie półfinałowe pomiędzy GKS Tychy a Re-Plast Unią Oświęcim. W hali o pojemności 2753 miejsc siedzących zasiadło 2500 kibiców. Najniższą frekwencję zanotowano podczas meczu półfinałowego między Podhalem NowyTarg a JKH GKS Jastrzębie. Na tym spotkaniu obecnych było 600 kibiców, choć inne źródła podają liczbę 800 widzów. Mecz finałowy pomiędzy JKH GKS Jastrzębie a Re-Plast Unią Oświęcim z trybun oglądało 1600 kibiców.

### Nagrody i wyróżnienia
Główną nagrodą za wygranie turnieju finałowego było nowe trofeum Puchar Polski, które zwycięzca otrzymywał na własność. We wcześniejszych edycjach puchar był przechodni. Organizatorzy po raz pierwszy od 2013 roku przyznali nagrodę finansową dla zwycięzcy w wysokości 20 tys. zł, którą ufundowała firma PGE. Po każdym meczu trenerzy wybierali jednego najlepszego zawodnika w swojej drużynie, który był nagradzany. Nagrody indywidualne w postaci zegarków ufundowała firma Bisset. W pierwszym spotkaniu półfinałowym wyróżnieni zostali Dylan Willick z KH Podhale Nowy Targ oraz Maciej Urbanowicz z JKH GKS Jastrzębie. W drugim meczu nagrody otrzymali Filip Komorski z GKS-u Tychy i Clarke Saunders z Re-Plast Unii Oświęcim. Po meczu finałowym trenerzy wybrali najlepszymi graczami Aleksieja Trandina z Re-Plast Unii oraz Ondřeja Raszkę z JKH GKS-u Jastrzębie.

## Wyniki

### Półfinały
| 27 grudnia 2019 | JKH GKS Jastrzębie | 3:1 | KH TatrySki Podhale Nowy Targ | Stadion Zimowy w Tychach, Tychy |

| Szczegóły      | Szczegóły | Szczegóły       | Szczegóły | Szczegóły |
| -------------- | --- | --------------- | --- | --- |
| Godzina: 14:30 | (J. Rohtla – M. Kasperlík) A. Kostek (PP) 15:50 (H. Jabornik – J. Rohtla) A. Kostek (PP) 37:33 R. Sawicki (EQ) 45:36 | (1:0, 1:1, 1:0) | 29:26 (EQ) D. Willick (K. Campbell – S. Suominen) | Widzów: 600 Sędzia główny: Bartosz Kaczmarek Paweł Meszyński Sędziowie liniowi: Rafał Noworyta Ľudovít Šoltés |
| Godzina: 14:30 | 2 min. kar |                 | 10 min. kar | Widzów: 600 Sędzia główny: Bartosz Kaczmarek Paweł Meszyński Sędziowie liniowi: Rafał Noworyta Ľudovít Šoltés |
| Godzina: 14:30 | Skład: Bramkarz 96. O. Raszka, 1. D. Marek (nie grał) I piątka 55. H. Auvinen, 17. K. Górny 92. M.Urbanowicz, 98. D. Jarosz, 82. M. Kasperlík II piątka 27. H. Jabornik (2), 16. A. Kostek 28. M. Virtanen, 14. D. Paś, 71. A. Iossafov III piątka 3. M. Jass, 5. J. Michałowski 18. R. Sawicki, 10. T. Kulas, 22. R. Nalewajka IV piątka 24. P. Matusik, 94. J. Gimiński 20. Ł. Nalewajka, 21. K. Wałęga, 11. J. Rohtla Trener: Róbert Kaláber |                 | Skład: Bramkarz 90. P. Odrobny, 25. Błażej Kapica(nie grał) I piątka 55. S. Suominen, 7. J. Różański 17. A. Pettersson, 11. D. Willick, 71. K. Campbell (2) II piątka 24. P. Chaloupka (4), P. Wsół 62. E. Švec, 61. K. Dziubiński (2), 19. J. Nättinen III piątka 77. R. Mrugała, 40. M. Sulka 47. R. Jenčík, 9. B. Neupauer (2), 87. T. Franek IV piątka 22. Ł. Siuty, 21. J. Valentino, 97. A. Słowakiewicz Trener: Phillip Barski | Widzów: 600 Sędzia główny: Bartosz Kaczmarek Paweł Meszyński Sędziowie liniowi: Rafał Noworyta Ľudovít Šoltés |

| 27 grudnia 2019 | GKS Tychy | 2:3 pk. | KS Re-Plast Unia Oświęcim | Stadion Zimowy w Tychach, Tychy |

| Szczegóły      | Szczegóły | Szczegóły                 | Szczegóły | Szczegóły |
| -------------- | --- | ------------------------- | --- | --- |
| Godzina: 17:45 | (C. Mroczkowski – M. Cichy) F. Komorski (PP) 42:58 (J. Witecki – R. Galant) N. Tuhkanen (EQ) 55:42 | (0:1, 0:1, 2:0, 0:0, 0:2) | 15:33 (PP) L. Kalan (S. Kowalówka – K. Pretnar) 27:41 (EQ) D. Wanat (D. Raška – P.Noworyta) 65:00 (SO) A. Trandin | Widzów: 2500 Sędzia główny: Przemysław Kępa Olov Lundqvist Sędziowie liniowi: Wojciech Moszczyński Sławomir Szachniewicz |
| Godzina: 17:45 | 4 min. kar |                           | 14 min. kar | Widzów: 2500 Sędzia główny: Przemysław Kępa Olov Lundqvist Sędziowie liniowi: Wojciech Moszczyński Sławomir Szachniewicz |
| Godzina: 17:45 | Skład: Bramkarz 31. J. Murray, 18. K. Lewartowski (nie grał) I piątka 29. A. Jeronau, 88. P. Novajovský 21. A. Jefimienko, 5. F. Komorski, 15. G. Klimienko II piątka 87. M. Kotlorz, 10. N. Tuhkanen 91. B. Jeziorski, 24. R. Galant (2), 66. J. Witecki III piątka 67. B. Pociecha, 6. B. Ciura 9. C. Mroczkowski, 78. M. Cichy (2), 11. M. Gościński IV piątka 33. M. Kolarz, 12. O. Bizacki 68. P. Kogut, 13. J. Rzeszutko, 3. A. Bagiński Trener: Andrej Husau |                           | Skład: Bramkarz 90. C. Saunders, 45. S. Lipiński (nie grał) I piątka 5. J. Wanacki (12), 7. K. Pretnar 9. G. Koblar (2), 93. L. Kalan, 20. P. Malicki II piątka 4. P. Bezuška, 24. P. Luža 12. S. Kowalówka, 87. A. Trandin, 11. M. Przygodzki (2) III piątka 33. J.Šaur, 6. M. Zaťko 14. A. Prusak, 10. D. Wanat (2), 88. A. Themár (4) IV piątka 55. P. Noworyta, 18. M. Noworyta 32. D. Piotrowicz, 44. Ł. Krzemień, 66. D. Raška Trener: Nik Zupančič | Widzów: 2500 Sędzia główny: Przemysław Kępa Olov Lundqvist Sędziowie liniowi: Wojciech Moszczyński Sławomir Szachniewicz |

### Finał
| 28 grudnia 2019 | JKH GKS Jastrzębie | 2:0 | KS Re-Plast Unia Oświęcim | Stadion Zimowy w Tychach, Tychy |

| Szczegóły      | Szczegóły | Szczegóły       | Szczegóły | Szczegóły |
| -------------- | --- | --------------- | --- | --- |
| Godzina: 16:30 | (J. Rohtla – M. Urbanowicz) A. Iossafov (EQ) 40:39 (R. Sawicki) M. Kasperlík (EQ) 58:39 | (0:0, 0:0, 2:0) | | Widzów: 2000 Sędzia główny: Olov Lundqvist Paweł Meszyński Sędziowie liniowi: Ľudovít Šoltés Sławomir Szachniewicz |
| Godzina: 16:30 | 12 min. kar |                 | 6 min. kar | Widzów: 2000 Sędzia główny: Olov Lundqvist Paweł Meszyński Sędziowie liniowi: Ľudovít Šoltés Sławomir Szachniewicz |
| Godzina: 16:30 | Skład: Bramkarz 96. O. Raszka, 1. D. Marek (nie grał) I piątka 24. P. Matusik, 55. H. Auvinen 92. M.Urbanowicz, 21. K. Wałęga, 18. R. Sawicki II piątka 27. H. Jabornik, 17. K. Górny 82. M. Kasperlík, 11. J. Rohtla (2), 71. A. Iossafov III piątka 94. J. Gimiński (2), 5. J. Michałowski 28. M. Virtanen (2), 14. D. Paś (4), 22. R. Nalewajka IV piątka 23. G. Radzieńciak, 10. T. Kulas 20. Ł. Nalewajka, 15. K. Wróbel (2), 98. D. Jarosz Trener: Róbert Kaláber |                 | Skład: Bramkarz 90. C. Saunders, 45. S. Lipiński (nie grał) I piątka 5. J. Wanacki (2), 7. K. Pretnar 9. G. Koblar, 93. L. Kalan, 20. P. Malicki II piątka 4. P. Bezuška, 24. P. Luža 12. S. Kowalówka, 87. A. Trandin, 11. M. Przygodzki III piątka 33. J.Šaur, 6. M. Zaťko (2) 16. R. Meidl, 10. D. Wanat, 88. A. Themár IV piątka 55. P. Noworyta (2), 18. M. Noworyta 32. D. Piotrowicz, 44. Ł. Krzemień, 66. D. Raška Trener: Nik Zupančič | Widzów: 2000 Sędzia główny: Olov Lundqvist Paweł Meszyński Sędziowie liniowi: Ľudovít Šoltés Sławomir Szachniewicz |

## Statystyki
W turnieju finałowym w 2019 roku udział wzięły cztery kluby, które rozegrały trzy spotkania, dwa półfinałowe i finał. Hokeiści wszystkich zespołów w regulaminowym czasie gry zdobyli łącznie 10 bramek. Mecz półfinałowy pomiędzy GKS-em Tychy a Re-Plast Unią Oświęcim został rozstrzygnięty w rzutach karnych, w których dwa najazdy skutecznie wykorzystali zawodnicy Unii. Wszystkie klasyfikacje indywidualne wygrali zawodnicy JKH GKS-u Jastrzębie, triumfatora rozgrywek. Najskuteczniejszym zawodnikiem w turnieju z dwoma trafieniami był obrońca Arkadiusz Kostek. Był on ponadto jedynym hokeistą, który zdobył więcej niż jedną bramkę. W turnieju dziewięciu zawodników zdobyło po jednym golu, z czego czterech z drużyny JKH. Najlepiej asystującym zawodnikiem w rozgrywkach Pucharu Polski był fiński napastnik Jesse Rohtla, który zanotował trzy kluczowe podania. W całym turnieju przynajmniej jeden punkt za asystę otrzymało 15 graczy. Najwięcej z drużyny triumfatora JKH GKS-u 5 hokeistów. Klasyfikację kanadyjską wygrał najlepszy asystent turnieju Jesse Rohtla z 3 punktami za asysty. W zestawieniu najlepiej punktujących obrońców zwyciężył Arkadiusz Kostek z 3 punktami za 2 gole. Bramkarz JKH Ondřej Raszka zakończył turniej z najlepszą skutecznością obron wynoszącą 98,1%.
| Lp. | Zawodnik              | Narodowość        | Klub                      | Mecze | Punkty | Bramki | Asysty | Minuty kar | +/- |
| --- | --------------------- | ----------------- | ------------------------- | ----- | ------ | ------ | ------ | ---------- | --- |
| 1.  | Jesse Rohtla          | Finlandia         | JKH GKS Jastrzębie        | 2     | 3      | 0      | 3      | 2          | 0   |
| 2.  | Arkadiusz Kostek      | Polska            | JKH GKS Jastrzębie        | 1     | 2      | 2      | 0      | 2          | -1  |
| 3.  | Radosław Sawicki      | Polska            | JKH GKS Jastrzębie        | 2     | 2      | 1      | 1      | 0          | +2  |
| 4.  | Martin Kasperlík      | Czechy            | JKH GKS Jastrzębie        | 2     | 2      | 1      | 1      | 0          | 0   |
| 5.  | Artem Iossafov        | Finlandia         | JKH GKS Jastrzębie        | 2     | 1      | 1      | 0      | 0          | 0   |
| 6.  | Dylan Willick         | Kanada            | KH Podhale Nowy Targ      | 1     | 1      | 1      | 0      | 0          |     |
| 7.  | Filip Komorski        | Polska            | GKS Tychy                 | 1     | 1      | 1      | 0      | 0          | +1  |
| 8.  | Niko Tuhkanen         | Finlandia         | GKS Tychy                 | 1     | 1      | 1      | 0      | 0          | 0   |
| 9.  | Luka Kalan            | Słowenia          | KS Re-Plast Unia Oświęcim | 2     | 1      | 1      | 0      | 0          |     |
| 10. | Dariusz Wanat         | Polska            | KS Re-Plast Unia Oświęcim | 2     | 1      | 1      | 0      | 0          |     |
| 11. | Maciej Urbanowicz     | Polska            | JKH GKS Jastrzębie        | 2     | 1      | 0      | 1      | 0          | +2  |
| 12. | Henrich Jabornik      | Słowacja          | JKH GKS Jastrzębie        | 2     | 1      | 0      | 1      | 2          | +1  |
| 13. | Kyle Campbell         | Kanada            | KH Podhale Nowy Targ      | 1     | 1      | 0      | 1      | 2          |     |
| 14. | Samu Suominen         | Finlandia         | KH Podhale Nowy Targ      | 1     | 1      | 0      | 1      | 0          |     |
| 15. | Christian Mroczkowski | Kanada            | GKS Tychy                 | 1     | 1      | 0      | 1      | 0          | +1  |
| 16. | Michael Cichy         | Stany Zjednoczone | GKS Tychy                 | 1     | 1      | 0      | 1      | 2          | 0   |
| 17. | Jakub Witecki         | Polska            | GKS Tychy                 | 1     | 1      | 0      | 1      | 0          | +1  |
| 18. | Radosław Galant       | Polska            | GKS Tychy                 | 1     | 1      | 0      | 1      | 2          | +1  |
| 19. | Sebastian Kowalówka   | Polska            | KS Re-Plast Unia Oświęcim | 2     | 1      | 0      | 1      | 0          |     |
| 20. | Klemen Pretnar        | Słowenia          | KS Re-Plast Unia Oświęcim | 2     | 1      | 0      | 1      | 0          |     |
| 21. | Dominik Raška         | Czechy            | KS Re-Plast Unia Oświęcim | 2     | 1      | 0      | 1      | 0          |     |
| 22. | Patryk Noworyta       | Polska            | KS Re-Plast Unia Oświęcim | 2     | 1      | 0      | 1      | 2          |     |
| 23. | Henri Auvinen         | Finlandia         | JKH GKS Jastrzębie        | 2     | 0      | 0      | 0      | 0          | +2  |
| 24. | Dominik Paś           | Polska            | JKH GKS Jastrzębie        | 2     | 0      | 0      | 0      | 4          | +1  |
| 25. | Māris Jass            | Łotwa             | JKH GKS Jastrzębie        | 1     | 0      | 0      | 0      | 0          | +1  |
| 26. | Dominik Jarosz        | Polska            | JKH GKS Jastrzębie        | 2     | 0      | 0      | 0      | 0          | +1  |
| 27. | Jakub Gimiński        | Polska            | JKH GKS Jastrzębie        | 2     | 0      | 0      | 0      | 2          | +1  |
| 28. | Gleb Klimienko        | Rosja             | GKS Tychy                 | 1     | 0      | 0      | 0      | 0          | +1  |
| 29. | Alaksandr Jeronau     | Polska            | GKS Tychy                 | 1     | 0      | 0      | 0      | 0          | +1  |
| 30. | Michał Kotlorz        | Polska            | GKS Tychy                 | 1     | 0      | 0      | 0      | 0          | 0   |
| 31. | Bartosz Ciura         | Polska            | GKS Tychy                 | 1     | 0      | 0      | 0      | 0          | -1  |
| 32. | Bartłomiej Jeziorski  | Polska            | GKS Tychy                 | 1     | 0      | 0      | 0      | 0          | -1  |
| 33. | Adam Bagiński         | Polska            | GKS Tychy                 | 1     | 0      | 0      | 0      | 0          | -1  |
| 34. | Mateusz Gościński     | Polska            | GKS Tychy                 | 1     | 0      | 0      | 0      | 0          | -1  |
| 35. | Michael Kolarz        | Czechy            | GKS Tychy                 | 1     | 0      | 0      | 0      | 0          | -1  |
| 36. | Kamil Wróbel          | Polska            | JKH GKS Jastrzębie        | 1     | 0      | 0      | 0      | 2          | 0   |
| 37. | Kamil Górny           | Polska            | JKH GKS Jastrzębie        | 2     | 0      | 0      | 0      | 0          | 0   |
| 38. | Patryk Matusik        | Polska            | JKH GKS Jastrzębie        | 2     | 0      | 0      | 0      | 0          | 0   |
| 39. | Kamil Wałęga          | Polska            | JKH GKS Jastrzębie        | 2     | 0      | 0      | 0      | 0          | 0   |
| 40. | Jakub Michałowski     | Polska            | JKH GKS Jastrzębie        | 2     | 0      | 0      | 0      | 0          | 0   |
| 41. | Łukasz Nalewajka      | Polska            | JKH GKS Jastrzębie        | 2     | 0      | 0      | 0      | 0          | 0   |
| 42. | Radosław Nalewajka    | Polska            | JKH GKS Jastrzębie        | 2     | 0      | 0      | 0      | 0          | 0   |
| 43. | Tomasz Kulas          | Polska            | JKH GKS Jastrzębie        | 1     | 0      | 0      | 0      | 0          | 0   |
| 44. | Mikko Virtanen        | Finlandia         | JKH GKS Jastrzębie        | 2     | 0      | 0      | 0      | 2          | 0   |
| 45. | Peter Novajovský      | Słowacja          | GKS Tychy                 | 1     | 0      | 0      | 0      | 0          | 0   |
| 46. | Aleksiej Jefimienko   | Białoruś          | GKS Tychy                 | 1     | 0      | 0      | 0      | 0          | 0   |
| 47. | Bartłomiej Pociecha   | Polska            | GKS Tychy                 | 1     | 0      | 0      | 0      | 0          | 0   |
| 48. | Olaf Bizacki          | Polska            | GKS Tychy                 | 1     | 0      | 0      | 0      | 0          | 0   |
| 49. | Patryk Kogut          | Polska            | GKS Tychy                 | 1     | 0      | 0      | 0      | 0          | 0   |
| 50. | Jarosław Rzeszutko    | Polska            | GKS Tychy                 | 1     | 0      | 0      | 0      | 0          | 0   |